# Melodifestivalen 1975
Melodifestivalen 1975 var den 16:e upplagan av musiktävlingen Melodifestivalen, som är Sveriges uttagning till Eurovision Song Contest 1975. 
Finalen hölls i Studio 1 i det nu rivna TV-huset i Göteborg den 15 februari 1975, där melodin "Jennie Jennie", framförd av Lasse Berghagen, vann genom att ha fått högst totalpoäng i de elva jurydistrikten. Inför tävlingen hölls protester mot kommersiell musik och genom detta arrangerades den så kallade Alternativfestivalen som ett motangrepp mot kommersiell musik. Likt tidigare år bjöds kompositörer in på förhand samtidigt som systemet med elva jurydistrikt avgjorde hela finalen.
"Jennie Jennie" fick sedan representera Sverige, på hemmaplan, i ESC 1975 som arrangerades i Stockholm den 22 mars 1975.

## Tävlingsupplägg[1]
Sveriges Radio-TV beslöt från början att behålla systemet med att inte ha en allmän inskickning av bidrag, utan bjöd in ett kompositörsteam som skulle få skriva de tio finalbidragen. Därefter fick kompositörerna själva bestämma både artist och bakgrundskör. Efter ett års uppehåll togs regeln om att kompositörerna själva skulle få bestämma dirigent till sitt bidrag tillbaka, vilket gjorde att man inte hade en fast kapellmästare för finalen. 
Precis som året innan använde man modellen med elva jurygrupper som representerade städer runt om i landet. Skillnaden var nu att poängsystemet var annorlunda än året innan. För första gången i Melodifestivalens historia sändes festivalen från Göteborg och inte från Stockholm. Däremot kom själva värdskapet till Eurovision Song Contest att hållas i Stockholm.
Merparten av de tävlande bidragen det här året hade influenser av populärmusik (pop) till skillnad mot året innan då jazzen hade dominerat tävlingens bidrag. Bland de inbjudna kompositörerna fanns bland andra Benny Andersson, Björn Ulvæus och Stikkan Anderson samt Lasse Berghagen som tävlat året innan (och där blivit både etta och tvåa).

### Återkommande artister
| Artist                | Tidigare år (med placering) (Melodifestivalen) | Tidigare år (med placering) (ESC) |
| --------------------- | ---------------------------------------------- | --------------------------------- |
| Björn Skifs           | 1972 (9:a)                                     | –                                 |
| Glenmarks (med Hadar) | 1973 (4:a), 1974 (8:a)                         | –                                 |
| Göran Fristorp        | 1973 (1:a), 1974 (6:a1, 7:a)                   | 1973 (5:a)                        |
| Lasse Berghagen       | 1973 (7:a), 1974 (2:a)                         | –                                 |
| Ted Gärdestad         | 1973 (4:a)                                     | –                                 |

1 Duett med Sylvia Vrethammar.

## Finalkvällen
Finalen av festivalen 1975 direktsändes i TV1 den 15 februari 1975 klockan 20.05-22.10, från Studio 1 i radio- och TV-huset (Synvillan) i Göteborg. Programledare var Karin Falck, kapellmästare var Sven-Olof Walldoff och de andra dirigenterna för finalen var Alain Leroux, Bengt Palmers, Bruno Glenmark, Lars Samuelson och Leif Strand.
Finalen avgjordes med hjälp av elva regionala jurydistrikt. Varje jurygrupp innehöll elva personer. Varje jurymedlem hade max fem poäng att dela ut och som han eller hon fick fördela hur han eller hon ville. Varje bidrag fick sedan den totalpoäng som hela juryn gett. Totalt gav varje jury 55 poäng till bidragen, men juryn kunde också välja att ge bidrag noll poäng. Med hjälp av detta blev totalsummorna något jämnare än året innan.

### Startlista
| Nr | Artist                 | Låt                                   | Upphovsmän (Text & musik)                                    | Dirigent           |
| -- | ---------------------- | ------------------------------------- | ------------------------------------------------------------ | ------------------ |
| 1  | Landslaget             | Den gamla jukeboxen                   | Lasse Lindbom (tm)                                           | Bengt Palmers      |
| 2  | Nils-Åke Runeson       | Oh, Juicy                             | Nils-Åke Runeson (tm)                                        | Lars Samuelson     |
| 3  | Ann-Christine Bärnsten | Ska vi plocka körsbär i min trädgård? | Little Gerhard (tm), Börje Carlsson (tm)                     | Alain Leroux       |
| 4  | Hadar & Glenmarks      | Lady Antoinette                       | Hadar Kronberg (tm)                                          | Bruno Glenmark     |
| 5  | Lasse Berghagen        | Jennie, Jennie                        | Lasse Berghagen (tm)                                         | Lars Samuelson     |
| 6  | Ted Gärdestad          | Rockin' 'n' Reeling                   | Kenneth Gärdestad (t), Ted Gärdestad (m)                     | Sven-Olof Walldoff |
| 7  | Svenne & Lotta         | Bang en boomerang                     | Stikkan Anderson (t), Benny Andersson (m), Björn Ulvaeus (m) | Sven-Olof Walldoff |
| 8  | Björn Skifs            | Michelangelo                          | Bengt Palmers (tm), Björn Skifs (tm)                         | Bengt Palmers      |
| 9  | Göran Fristorp         | Som min vän                           | Göran Fristorp (tm)                                          | Leif Strand        |
| 10 | Gimmicks               | Sången lär ha vingar                  | Bo Carlgren (t), Bo Sylvén (m)                               | Lars Samuelson     |

### Poäng och placeringar
| Nr | Låt                                   | Luleå | Falun | Karlstad | Göteborg | Umeå | Örebro | Norrköping | Malmö | Sundsvall | Växjö | Stockholm | Summa | Placering |
| -- | ------------------------------------- | ----- | ----- | -------- | -------- | ---- | ------ | ---------- | ----- | --------- | ----- | --------- | ----- | --------- |
| 1  | Den gamla jukeboxen                   | 4     | -     | 2        | 1        | 18   | 1      | 2          | -     | 7         | 2     | 10        | 47    | 7         |
| 2  | Oh, Juicy                             | 2     | -     | 1        | -        | 5    | 5      | 1          | 6     | 3         | -     | 2         | 25    | 10        |
| 3  | Ska vi plocka körsbär i min trädgård? | 1     | 1     | -        | 3        | 4    | 4      | 5          | -     | 3         | -     | 9         | 30    | 9         |
| 4  | Lady Antoinette                       | 7     | 2     | 7        | -        | 2    | 9      | 12         | 1     | 3         | 1     | 4         | 48    | 6         |
| 5  | Jennie, Jennie                        | 14    | 18    | 6        | 15       | 4    | 7      | 24         | 3     | 9         | 16    | 1         | 117   | 1         |
| 6  | Rockin' n' Reelin'                    | 3     | 7     | 16       | 7        | 1    | -      | 1          | 3     | 3         | 3     | 3         | 47    | 7         |
| 7  | Bang en boomerang                     | 7     | -     | 8        | 5        | 8    | 16     | 5          | 14    | 1         | 15    | 5         | 84    | 3         |
| 8  | Michelangelo                          | 4     | 2     | 12       | 12       | 2    | 10     | -          | 6     | 3         | 3     | 1         | 55    | 5         |
| 9  | Som min vän                           | 4     | 1     | 3        | 5        | 2    | -      | 1          | 3     | 14        | 9     | 17        | 59    | 4         |
| 10 | Sången lär ha vingar                  | 9     | 24    | -        | 7        | 9    | 3      | 4          | 19    | 9         | 6     | 3         | 93    | 2         |

### Juryuppläsare
- Luleå: Åse Guldbrandsen
- Falun: Bengt "Polo" Johanson
- Karlstad: Ulf Schenkmanis
- Göteborg: Kåge Sigurth
- Umeå: Kjell Ulfhielm
- Örebro: Maud Nylin
- Norrköping: Larz-Thure Ljungdahl
- Malmö: Bengt Grafström
- Sundsvall: Kjell Lönnå
- Växjö: Sven-Olof Olsson
- Stockholm: Sven Lindahl

## Eurovision Song Contest

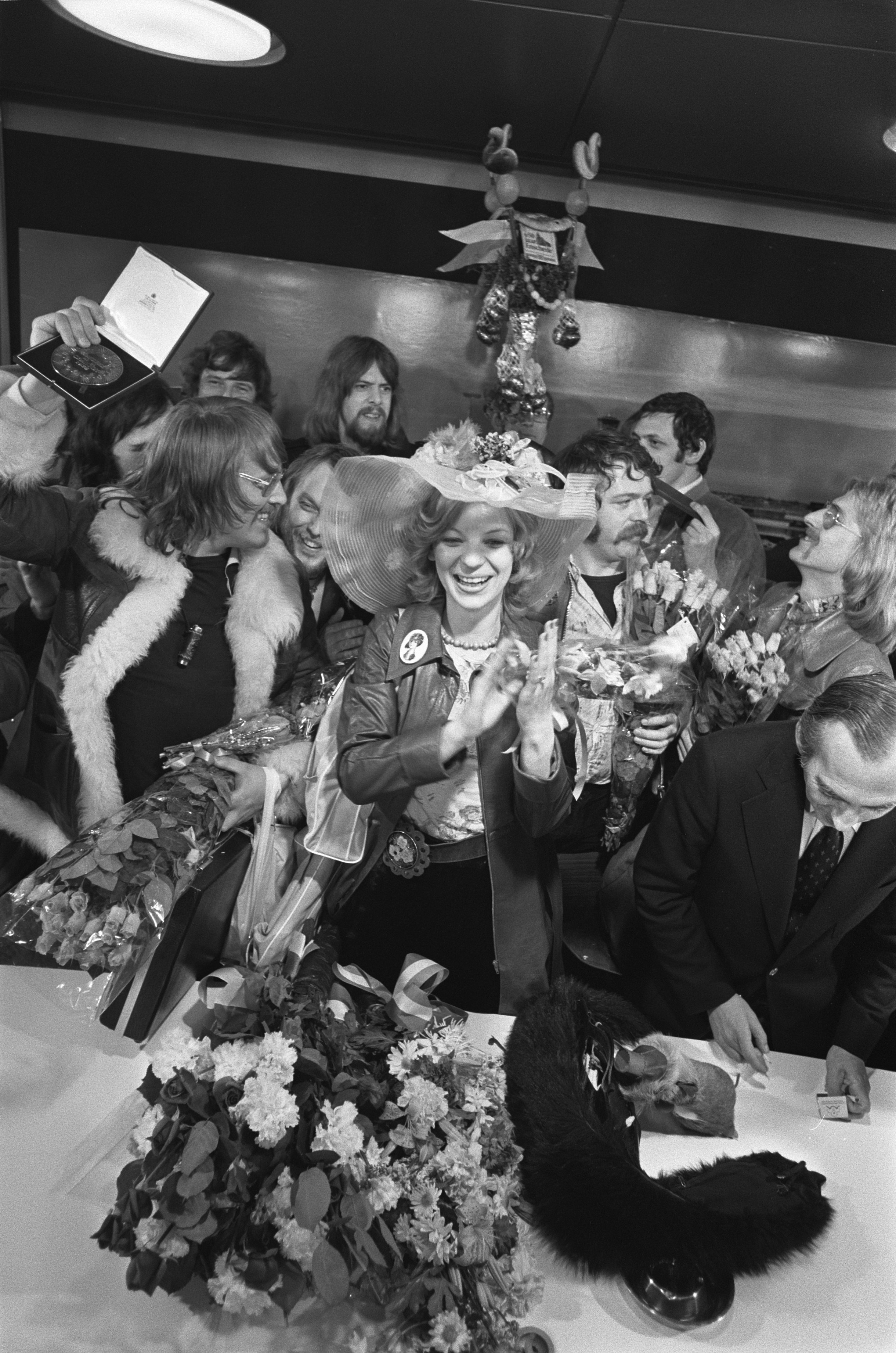
Teach-In som vann för Nederländerna det här året.

Sverige hade vunnit i Storbritannien året före och fick därför för första gången stå värdland för ett Eurovision Song Contest. Eurovisionfinalen förlades till Sankt Eriks-Mässan i Stockholm den 22 mars 1975. Rekordmånga länder deltog det här året, då hela nitton länder anmälde sig att deltaga. Både Frankrike och Malta återkom till tävlingen, liksom att Turkiet gjorde sin debut det här året. Grekland valde att stå över tävlingen i protest mot den turkiska invasionen av Cypern. Karin Falck var programledare, hon hade även lett den svenska uttagningen bara någon månad tidigare.
Arrangemanget föregicks av en livlig debatt, i vilken företrädare för den svenska musikrörelsen ansåg att tävlingen borde stoppas, och som en protest arrangerades Alternativfestivalen. På förhand hade man vidtagit säkerhetsåtgärder, i och med att man hade fått rapporter om att Röda armé-fraktionen planerade ett attentat mot festivalen. Istället riktade de ett attentat mot den västtyska ambassaden ett par dagar senare.
Det här årets Eurovision Song Contest innehöll ett helt nytt poängsystem som skulle standardisera poängsystemet för en lång tid framöver. Detta för att man helt enkelt skulle slippa hålla på och byta system år efter år. Det nya systemet innebar att alla tävlande länder delade ut tolv poäng till sitt favoritland, tio poäng till sin tvåa, åtta poäng till sin trea och därefter sju, sex, fem, fyra, tre, två och en poäng. Totalt fick tio länder poäng av varje land, övriga gavs noll poäng. Det här systemet används än idag.
Sverige startade som nummer arton (av nitton länder) och slutade efter omröstningen på åttonde plats med 72 poäng. Vann gjorde Nederländerna med 152 poäng (de hade inlett årets tävling) följt av Storbritannien på 138 poäng och Italien på 115 poäng. Turkiet, som debuterade det här året, slutade på allra sista plats med endast tre poäng (som de fått från Monaco). Nederländerna tilldelades den högsta poängsumman (12 poäng) av drygt en tredjedel av de tävlande länderna. Storbritannien, som slutade på andra plats, tilldelades fyra av de tolv poängen.